# Mã hoàng hậu (Hán Minh Đế)
Minh Đức Mã hoàng hậu (chữ Hán: 明德馬皇后; ? - 9 tháng 7, 79), hay thường gọi Minh Đức hoàng thái hậu (明德皇太后), Đông Hán Minh Đức Mã hoàng hậu (東漢明德馬皇后), Đông Hán Mã thái hậu (東漢馬太后), là Hoàng hậu duy nhất của Hán Minh Đế Lưu Trang - Hoàng đế thứ hai của Đông Hán trong lịch sử Trung Quốc.
Bà từ vị trí Phi tần lên làm Hoàng hậu, rồi trở thành Hoàng thái hậu dưới triều Hán Chương Đế Lưu Đát. Tuy không phải sinh mẫu của Chương Đế, Thái hậu vẫn được Chương Đế hiếu thuận. Dù là Thái hậu, Mã thị không hề thích ngoại thích họ Mã lạm quyền, nên suốt cả cuộc đời bà gần như đàn áp toàn bộ chính các anh em trong thân tộc, không để bất kỳ ai có thể nắm được đại quyền. Hành động này của Mã thái hậu về sau rất được các Nho gia cùng chính trị gia đánh giá rất cao, đem ra làm một tiểu chuẩn của một bậc hiền minh, cũng là việc mà chưa Thái hậu nhà Hán nào làm trước đó. Việc ức chế ngoại thích của bà được xem là một điển phạm và đức tính của hậu phi đời sau.
Trong lịch sử nhà Hán cũng như toàn bộ lịch sử Trung Quốc, Mã thái hậu thường được đánh giá là một "Hiền hậu" đứng đầu, cùng với Hòa Hi Đặng Thái hậu là hai cái tên nổi tiếng thời Hán, xưng tụng Mẫu nghi thiên hạ (母儀天下).

## Thân thế
Mã hoàng hậu vốn là cháu xa đời của tướng Triệu Xa của nước Triệu thời Chiến Quốc. Do Triệu Xa có công, được Triệu Hiếu Thành vương phong làm "Mã Phục quân", từ đó con cháu lấy Mã làm họ. Thời Hán Vũ Đế, nhà họ Mã dời từ Hàm Đan đến Phù Phong, Mậu Lăng (nay là Hưng Bình, Thiểm Tây).
Cuối thời nhà Tân, cha bà là Mã Viện từng được tiến cử làm chức Đại doãn ở Tân Thành. Nhà Tân mất, Mã Viện sang Lũng Tây theo Quỳ Ngao; sau đó theo Hán Quang Vũ Đế bình định Lũng Tây và Mã Viện được phong làm Thái thú Lũng Tây, lại phong Tân Tức hầu (新息侯). Tại đây, Mã Viện sinh liên tiếp 3 người con gái, trong đó Mã hậu là con gái út, bà được sinh ra vào khoảng năm đầu Kiến Vũ đời Hán Quang Vũ Đế. Từ bé, Mã hậu thường sống với bà ngoại, mẹ và các anh chị, do cha thường đi chinh chiến xa nhà, tỏ ra là người chăm chỉ, tự rèn luyện tâm tính.
Năm Kiến Vũ thứ 25 (49), nhà họ Mã xảy ra biến cố. Mã Viện qua đời khi đi dẹp quân phản loạn ở Vũ Lăng (thuộc tỉnh Hồ Bắc hiện nay). Những người không cùng cánh cùng tố cáo Mã Viện, nên nhà họ Mã bị thu hồi ấn Hầu tước. Không lâu sau, anh Mã thị đang làm Khách khanh cũng qua đời, rồi mẹ bà Lận phu nhân vì suy sụp nên ngã bệnh. Giữa hoàn cảnh đó, Mã thị mới 10 tuổi đã phải gánh toàn bộ công việc nhà, tuy còn nhỏ nhưng tài quản lý của Mã thị khiến kẻ dưới đều phục. Nghe đến tình trạng này của gia đình họ Mã, không ít người liền tỏ ra khinh thường. Lúc Mã thị đương bệnh, mẹ bà Lận phu nhân đã từng nhờ người xem dùm, người ấy nói:「"Cô bé này tuy rằng là có bộ dáng bệnh tật, nhưng là chắc chắn đại quý, nhưng vạn lần không thể nói ra"」. Sau đó, Lận phu nhân tiếp tục mời thêm thầy biết xem tướng số đến, người này nói:「"Người này có tướng đại quý, tuy nhiên đường nối dõi hạn hẹp, nếu biết nuôi dưỡng dạy dỗ con người khác tốt, ngược lại càng được hơn là chính mình sinh ra!"」.

## Nhập cung Hán

### Tiến cử vào Đông cung
Năm Kiến Vũ thứ 27 (51), để thoát khỏi tình cảnh đó, do sự sắp đặt của người anh họ mà Mã thị xinh đẹp trúng tuyển vào cung làm tần thiếp của Hoàng thái tử Lưu Trang.
Mới đầu, Phục Ba tướng quân Mã Viện lãnh binh tấn công người Man, chết ở trong quân, Dũng sĩ Trung lang tướng Lương Tùng (梁松), Hoàng môn Thị lang Đậu Cố (窦固) nhân cơ hội vu hãm Mã Viện, bởi vậy Mã gia ngày càng suy sụp, lại nhiều lần bị nhóm quyền quý khác bắt nạt. Đường huynh của Mã thị là Mã Nghiễm (马严) lo lắng cùng phẫn nộ, nói với mẹ Mã thị là Lận phu nhân hủy hôn với nhà họ Đậu, cầu đem Mã thị tiến nạp dịch đình. Mã Nghiễm liền thượng sớ viết:
| “                                       | 臣叔父援孤恩不报，而妻子特获恩全，戴仰陛下，为天为父。人情既得不死，便欲求福。窃闻太子、诸王妃匹未备，援有三女，大者十五，次者十四，小者十三，仪状发肤，上中以上。皆孝顺小心，婉静有礼。愿下相工，简其可否。如有万一，援不朽于黄泉矣。又援姑姊妹并为成帝婕妤，葬于延陵。臣严幸得蒙恩更生，冀因缘先姑，当充后宫。 . Thúc phụ Mã Viện của thần đã khứ thế, cô phụ Hoàng ân mà chưa kịp báo, vợ con trong nhà được hưởng ân huệ có thể bảo toàn, đối Bệ hạ kính yêu tôn ngưỡng, hiếu kính như thiên địa như phụ lão vậy. Nhân tình kí đắc bất tử, tiện dục cầu phúc. Nghe nói Thái tử cùng các Vương chưa định Phi, Mã Viện có ba con gái, Trưởng nữ nay 15 tuổi, Thứ nữ 14 tuổi còn Ấu nữ đã 13 tuổi. Nghi trạng phát phu, thượng trung dĩ thượng. Giai hiếu thuận tiểu tâm, uyển tĩnh hữu lễ. Xin được phái Tương công xuống xem chọn kĩ càng, có thể chọn ra được một người vào hầu trong cung. Nếu đủ may mắn có một người nhận được phúc trạch này, Mã Viện ở dưới hoàng tuyền cũng có thể được an ủi. Bên cạnh đó, cô tỷ muội của Mã Viện là Tiệp dư của Thành Đế, táng ở Duyên Lăng. Thần Mã Nghiễm may mắn mông ân trọng hoạch cả đời này, hi vọng dựa vào ân tình khi trước, có thể đưa con gái Mã Viện vào Nội cung. | ” |
| — Hậu Hán thư - "Minh Đức Mã hoàng hậu" | |   |

Mã thị nhập cung, tính cẩn thận và nghiêm túc giữ lễ, bà rất được lòng cả Hoàng hậu Âm Lệ Hoa và Thái tử Lưu Trang.

### Sách lập Hoàng hậu
Năm Kiến Vũ Trung Nguyên thứ 2 (57), Hán Quang Vũ Đế Lưu Tú qua đời, Thái tử Lưu Trang lên ngôi, tức là Hán Minh Đế. Mã thị được phong làm Quý nhân, địa vị cao thứ 2 Hậu cung, chỉ dưới bậc Hoàng hậu.
Mã quý nhân 20 tuổi vẫn chưa có con, không lâu sau người em họ là Giả thị cũng vào cung sinh được một con trai cho Hán Minh Đế tên là Lưu Đát (劉炟). Minh Đế đem Lưu Đát cho Mã quý nhân nuôi làm con, có nói:「"Nàng không phải thân sinh đứa trẻ này, chỉ sợ không đủ tỉ mỉ chăm sóc nó"」. Nghe thế, Mã quý nhân rất sức tỉ mỉ dưỡng dục, làm lụng vất vả chỉ để dành mọi thứ tốt nhất nuôi dưỡng Lưu Đát. Mà bản tính Lưu Đát trời sinh nhân hậu, cho nên mẫu từ tử ái, trước sau không có một chút mâu thuẫn ngăn cách. Bản thân không thể sinh dục, Mã quý nhân rất lo lắng tình trạng Minh Đế không có nhiều hậu duệ, nên bà thường hay tiến cử người hiền năng vào hậu cung, hi vọng có thể khai chi tán diệp, giúp Minh Đế giải ưu phiền.
Năm Vĩnh Bình thứ 3 (60), các đại thần đề nghị chuyện lập Trường Thu cung, cùng nhau xin lập Mã quý nhân làm Hoàng hậu. Hán Minh Đế hỏi ý Âm thái hậu, vốn Thái hậu sẵn có cảm tình với Mã quý nhân nên nói:「"Trong hậu cung, hiền đức của Mã quý nhân là đứng đầu, nên chọn nàng ta đi!"」, vì thế Mã quý nhân dưới sự tán đồng của Âm thái hậu chính thức trở thành Hoàng hậu. Con nuôi của bà là Lưu Đát, lấy thân phận Đích tử được lập làm Thái tử.
Mấy ngày hôm trước được lập Hậu, Mã thị mơ thấy có vô số côn trùng bay đến trên người bà, chui vào chạm trên người thì liền bay ra. Sau khi được lập làm Hoàng hậu, bà càng thêm cung kính, hằng ngày rất chăm chỉ đọc sách Kinh Dịch, Kinh Xuân Thu, Sở từ, Chu quan,... có nhiều chương bà thuộc lòng, đặc biệt là Chu lễ cùng những tác phẩm của Đổng Trọng Thư. Bà thường ăn vận đơn giản, áo trắng bạch y không thêu thùa cầu kỳ, mỗi khi mùng một chúng phi tần đến triều kiến, nhìn Hoàng hậu thân vận bạch y đơn giản, nhưng lại tinh tế dệt từ tơ lụa tốt, đến gần rồi xem mới cười. Mã hậu nói:「"Loại hàng tơ dệt này rất thích hợp nhuộm màu, do đó ta hay dùng!"」. Các phi tần nghe xong, đều thở dài. Hán Minh Đế mỗi lần đi đến Ly cung ở Uyển Hữu, Mã hậu thường nhắc Hoàng đế chú ý gió lạnh, bảo trọng thân thể, lời nói cùng hành động đều đầy tình cảm tinh tế, do đó Minh Đế đều tiếp thu hết. Một khi Hán Minh Đế đến Trạc Long viên, tổ chức các trò chơi vui vẻ, có quan viên thỉnh mời Hoàng hậu đến dự cho chung vui, nhưng Minh Đế nói:「"Hậu trời sinh không thích vui chơi, mời nàng ta đến ngược lại càng thêm mất vui"」. Do đó, trong các dịp Minh Đế ngự hành tham gia yến tiệc vui vẻ, đều không có Mã hậu đi cùng.
Năm thứ Vĩnh Bình thứ 15 (72), Hán Minh Đế phong đất cho các hoàng tử, và ông chỉ phong cho các con ông những phần đất đai rất ít và hạn chế. Mã hậu bèn hỏi Minh Đế:「"Đất phong của các hoàng tử chỉ có vài huyện, nếu xét theo chế độ thì không phải là quá mức tiết kiệm sao?"」. Hán Minh Đế nói:「"Con của ta sao có thể cùng bằng với con trai của Tiên đế?! Mỗi năm cung ứng 2.000 vạn như vậy là đủ rồi!"」.
Lúc đó xảy ra vụ án Sở vương Lưu Anh, mãi nhiều năm mà cũng không dứt. Sở vương là anh khác mẹ của Hán Minh Đế, tụ tập lực lượng, vẽ bản đồ định mưu phản. Minh Đế bèn tuyên bố phế ngôi Sở vương của Lưu Anh khiến Anh tự sát. Sau đó Minh Đế tiếp tục muốn mở rộng điều tra để truy tìm đồng đảng, bất chấp lời khuyên của các quan. Mã hậu bèn lựa lời khuyên giải không nên làm liên lụy nhiều người, Minh Đế mới thôi ý định mở rộng vụ án. Hoàng hậu thường hay cùng Hán Minh Đế bàn luận vấn đề chính sự, những vấn đề mà ông không thể tự giải quyết được. Để tránh mang tiếng can chính như các Hoàng hậu trước đó, bà khéo léo gợi ý cho Minh Đế. Tuy được sủng ái, nhưng Mã hoàng hậu chưa bao giờ nói đến việc phong tước cho người họ Mã, chính điều này càng khiến Minh Đế yêu quý bà.

## Thái hậu nhà Hán

### Thi hành tiết kiệm
Năm Vĩnh Bình thứ 18 (75), Hán Minh Đế Lưu Trang qua đời, Hoàng thái tử Lưu Đát lên nối ngôi, tức là Hán Chương Đế, Mã hoàng hậu được tôn làm Hoàng thái hậu. Các em bà là Mã Liêu (馬廖), Mã Quang (馬防), Mã Phòng (馬光) tự nhận là ngoại thích xông vào cung đòi chịu tang Hán Minh Đế. Tướng Dương Nhân dùng quân ngự lâm ngăn chặn. Anh em họ Mã sai người vào tố cáo với Hán Chương Đế và Mã thái hậu, bà không bênh vực anh em họ Mã mà khen ngợi Dương Nhân là người nghiêm minh.
Khi đó, các di sương tần phi - những góa phụ của Minh Đế - theo lệ đều đến cư trú ở Nam Cung, Mã thái hậu niệm tình ban thưởng dây thao đỏ ngang bậc Chư hầu Vương, lại thêm xe 4 ngựa kéo, 3.000 đoạn vải bố trắng, 2.000 thất lụa tạp sắc cùng 10 cân hoàng kim. Bà tự biên tập nên Hiển Tông khởi cư chú (显宗起居注), ghi chép lại sinh hoạt hằng ngày khi bà còn sống cùng Hán Minh Đế, nhưng lại xóa đi sự vụ mà anh trai bà Mã Phòng đảm nhận là cung cấp Dược y trong nội cung. Đọc đến đây, Hán Chương Đế lấy làm lạ, vì sao lại xóa đi công lao của cậu, thì Mã thái hậu nói: 「"Ta không muốn người đời sau nghe được việc Tiên đế nhiều lần thân cận người nhà hậu cung, cho nên không ghi vào"」.
Vào lúc đó, người đánh xe của nhà Tân Bình chủ (không rõ là ai) vô ý để cháy làm lan đến nhà các ở Hậu điện, Mã thái hậu cho rằng chính mình có hành vi gây nên khuyết điểm, bèn không vui. Độ đó là thời điểm hành tế bái yết Nguyên lăng (lăng của Hán Quang Vũ Đế và Quang Liệt Âm hoàng hậu), bà tự nhận thấy mình đã để ra lỗi bị cháy xén kia, tự thẹn mà không thể hiên ngang lên trước, đều nhích dần xuống dưới. Mới đầu, khi mẹ của Thái hậu là Lận phu nhân mai táng, mộ được đắp cao hơn một vài bậc, bà không vui và nói lại, thì đám người trong nhà là Mã Liêu mới vội vàng đem phần mộ hạ thấp theo đúng chế độ. Khi người ngoại thích có phong độ khiêm nhường đúng mực, bà lại khen thưởng hết lời, còn ban cho tài vật quan chức. Nếu có sai lầm dù nhỏ, Thái hậu hết sức nghiêm túc trách phạt. Đối với đám người cưỡi xe ăn chơi không biết điểm dừng, Mã thái hậu kiên quyết từ bỏ quan hệ huyết thống, gạch tên khỏi dòng họ, điều về hắn về quê làm ruộng. Khi ấy Quảng Bình vương Lưu Tiện, Cự Lộc vương Lưu Cung và Nhạc Thành vương Lưu Đảng sử dụng xe kỵ mộc mạc, không có vàng bạc trang trí, Hán Chương Đế đem việc này báo lên Mã thái hậu, thì Thái hậu ban cho mỗi người 500 vạn quan tiền. Vì thế trong cung ngoài cung đều về từ từ giáo hóa, ăn mặc như một, hoàng thân quốc thích sợ hãi cẩn thận, so với năm Vĩnh Bình còn nghiêm khắc hơn. Mã thái hậu còn mở nhà dệt vải trong Trạc Long viên, cử cung nhân hằng ngày trồng dâu nuôi tằm, Thái hậu thường đến xem xét, tự cho đó là niềm vui. Lúc rảnh rỗi, Thái hậu thường hay cùng Chương Đế bàn luận việc chính sự, ngoài ra bà còn dạy các hoàng tử con của Hán Chương Đế sách Tứ thư, Ngũ kinh, hoàng gia bình dị như nhà tủng lưu, đơn thuần hòa mục lắm.

### Ức chế ngoại thích
Năm Kiến Sơ nguyên niên (76), Hán Chương Đế muốn phong hầu cho anh em họ Mã, nhưng Mã thái hậu ngăn cản. Thái hậu học theo tâm ý của Hán Minh Đế, không trọng dụng họ Mã trong triều, sợ rằng họ Mã sẽ lấn quyền họ Âm của Quang Liệt Âm hoàng hậu và họ Quách của Trung Sơn Quách vương thái hậu. Mã thái hậu cho rằng nếu họ ngoại thích lấn vượt tranh đua nhau trong triều, sẽ làm triều cương rối loạn.
Mùa hạ năm thứ 2 (77), đại hạn thành hoạ, có một số quan lại cho rằng đó là do triều đình không còn theo pháp độ cũ, thiện đãi ngoại thích, do đó các quan viên dâng thư đề nghị phong chức cho các em Thái hậu. Mã thái hậu nghe vậy hạ chiếu nói rằng những người dâng thư đều là nịnh thần và dẫn chứng hậu quả của ngoại thích họ Vương thời Hán Thành Đế là Vương Mãng đã cướp ngôi nhà Hán. Cụ thể lời nói:
| “                                       | 凡言事者皆欲媚朕以要福耳。昔王氏五侯同日俱封，其时黄雾四塞，不闻澍雨之应。又田蚡、窦婴，宠贵横恣，倾覆之祸，为世所传。故先帝防慎舅氏，不令在枢机之位。诸子之封，裁令半楚、淮阳诸国，常谓'我子不当与先帝子等'。今有司奈何欲以马氏比阴氏乎！吾为天下母，而身服大练，食不求甘，左右但着帛布，无香薰之饰者，欲身率下也。以为外亲见之，当伤心自敕，但笑言太后素好俭。前过濯龙门上，见外家问起居者，车如流水，马如游龙，仓头衣绿褠，领袖正白，顾视御者，不及远矣。故不加谴怒，但绝岁用而已，冀以默愧其心，而犹懈怠，无忧国忘家之虑。知臣莫若君，况亲属乎？吾岂可上负先帝之旨，下亏先人之德，重袭西京败亡之祸哉！ . Đám người dâng thư lên đều là bọn a dua xu nịnh, cầu được có ô dù chống đỡ để hưởng lợi mà thôi. Khi xưa, họ Vương được phong Ngũ hầu, hoàng sương mù tràn ngập, cũng không có nghe nói có mưa rơi ứng xuống. Mặt khác, Điền Phấn rồi Đậu Anh, cậy vào địa vị tôn quý mà bừa bãi hoành hành, đến nỗi gây ra cái họa khuynh bại hủy triều, làm trò cười trong dân gian. Bởi vậy, Tiên Đế khi còn sinh thời, đã cẩn thận đề phòng ngoại thích, không cho bọn họ lãnh thụ địa vị quan trọng. Khi Tiên Đế quyết định phong đất cho các vị Hoàng tử, chỉ phân ra Sở quốc rồi Hoài Dương quốc chỉ có vỏn vẹn một khu, luôn miệng nói:"Con của ta làm sao có thể cùng cấp như con của Tiên Đế được chứ!?". Hiện tại, đám quan viên các ngươi dựa vào đâu mà đem ngoại thích thời nay so với ngoại thích của các Tiên Đế?! Ta là thiên hạ chi mẫu, nhưng người chỉ mặc một nhung y vải thô, cơm không cầu thơm ngọt, người hầu bên người không chuộng phục sức xa hoa, không có túi thơm thêu thùa đẹp mắt, đây chính là tự lấy mình làm gương để biểu suất phong phạm cho các ngươi! Vốn tưởng rằng nhóm ngoại thích nhìn vào, thì sẽ tự biết kiểm điểm, tự giới hạn bản thân, nhưng bọn họ chỉ cười nói xuề xòa Hoàng thái hậu yêu thích giản tiện. Trước kia khi còn ở Trạc Long viên, nhìn nhóm ngoại thích ăn mặc hoa lệ, người hầu đông đảo, đến xe ngựa thì người ngựa đều chăm chút đẹp đẽ, quần áo cũng hoa lệ hết cỡ. Nhìn lại ta, người đánh ngựa chỉ mặc một bộ kiên kiệm, quả thực so với bọn họ còn kém xa! Đến đây, ta không nỡ trách phạt bọn họ nặng nề, chỉ đoạt một năm bổng lộc, hi vọng bọn họ tự cảm thấy hổ thẹn, mà bọn họ lại vẫn là lơi lỏng lười biếng, không hề có ý lợi quốc ưu gia. Hiểu được quân thần, không ai bằng quân vương, huống chi là thân thuộc! Ta sao có thể phụ ý chỉ của Tiên Đế, tàn hại đức hạnh tổ tiên Mã thị của ta, giẫm vào vết xe đổ sự suy đạo của Tây Kinh năm đó!? | ” |
| — Hậu Hán thư - "Minh Đức Mã Hoàng hậu" | |   |

Hán Chương Đế nhìn đến chiếu thư bi thương của Thái hậu mà cảm thán, lại lần nữa thỉnh cầu nói:「"Hán triều hưng khởi, cữu thị thân tộc phong Hầu, giống như Hoàng tử phong Vương vậy. Thái hậu thành tâm bảo trì khiêm tốn, có thể nào làm nhi thần cố tình không tăng thêm ân thưởng đối với ba vị cữu cữu? Huống hồ cữu cữu đảm nhiệm Vệ úy tuổi đã lớn, hai vị cữu cữu đảm nhiệm Giáo úy cũng là thân hoạn bệnh nặng, nếu xảy ra trường hợp bất trắc gì, thực là tiếc nuối lắm. Nên thừa dịp bọn họ đều khoẻ mạnh mà thưởng"」.
Mã thái hậu nghe thế liền nói:「"Ta lại suy xét qua việc này, đã là lưỡng toàn kỳ mỹ. Chẳng lẽ chỉ là muốn đạt được thanh danh khiêm nhượng, mà khiến Hoàng đế bị hiềm nghi ngược đãi ngoại thích sao! Xưa, Đậu Thái hậu muốn phong anh của Vương Hoàng hậu là Vương Tín làm Hầu, Thừa tướng Điều Hầu nhắc lại quy định của Cao Tổ, không có quân công, không phải Lưu thị gia tộc không thể phong Hầu. Ngày hôm nay, Mã thị gia tộc của ta đối với quốc gia không có công lao, như thế nào có thể được thiện đãi cùng cấp với Âm thị cùng Quách thị thời khai hưng chứ?! Thường thường ta nhìn đến phú quý nhân gia, quan lộc tước vị trọng điệp, nếu như lại thay đổi lần nữa, tức sẽ nguy hại đến căn cơ. Huống hồ nguyên nhân mọi người nguyện ý phong Hầu, đơn giản là để phụng tổ tông hiến tế, hạ cầu hạnh phúc ấm no thôi. Hiện tại, ngoại thích khi hiến tế cúng bái, đều dùng trân phẩm do tứ phương hiến bái, quần áo và lương thực đều do hoàng gia cung phụng, lẽ nào còn không đủ ư, lại còn tham lam đến mức muốn được phong Hầu, để có thể hầu bao một hai huyện thực ấp chăng?! Ta suy xét chuyện này đã là suy nghĩ cặn kẽ, không cần hoài nghi. Cái gọi là chí hiếu phẩm hạnh, ứng dĩ an ủi song thân vì thượng. Hiện tại quốc gia nhiều lần gặp biến dị tai ương, lương giới dâng lên mấy lần, khiến người ngày đêm sầu lo sợ hãi, đứng ngồi không yên, mà muốn cấp cho ngoại thích phong Hầu, vi phạm từ mẫu khẩn thiết chi tâm! Ta luôn luôn cương trực gấp gáp, ruột để ngoài da, không thể không thuận. Nếu âm dương điều hòa, biên cảnh thanh tĩnh, thì ta vui vẻ thỏa thuận với Hoàng đế chuyện này. Ta đem khẩu hàm đường mạch nha, trêu đùa với các cháu, an độ lúc tuổi già, không thể lại quan tâm quốc chính"」.

## Qua đời
Năm Kiến Sơ thứ 4 (79), cả nước thu hoạch được mùa, biên cảnh cũng không có chính sự, Hán Chương Đế xin phong cho ba vị cữu cữu là Mã Liêu, Mã Quang cùng Mã Phòng lên Liệt hầu, nhưng cả ba đều cố gắng từ chối, chỉ nhận tước Quan nội hầu, có danh mà không có đất phong. Thái hậu nghe vậy, liền nói:
| “                         | 圣人设教，各有其方，知人情性莫能齐也。吾少壮时，但慕竹帛，志不顾命。今虽已老，而复'戒之在得'，故日夜惕厉，思自降损。居不求安，食不念饱。冀乘此道，不负先帝。所以化导兄弟，共同斯志，欲令瞑目之日，无所复恨。何意老志复不从哉？万年之日长恨矣！ . Thánh nhân thiết trí giáo hóa, đều có các phương thức khác nhau, đó là bởi vì tính khí tùy người đều khác, không thể chỉ dùng một cách. Ta khi tuổi còn trẻ, ngưỡng mộ cổ nhân sử sách lưu danh, không màng sinh mệnh dài ngắn. Hiện tại tuy rằng đã tuổi già, vẫn là tuần hoàn cổ huấn 'Cảnh giới tham đắc', không chịu lạm phong thân thích, cho nên ngày đêm lo sợ, nghĩ chính mình gièm pha khiêm hạ. Chỗ ở không cầu an nhàn, thức ăn không cầu no đủ, hi vọng dựa vào cách này không cô phụ tấm lòng của Tiên Đế. Cho nên ta muốn dạy hóa khuyên bảo anh em trong tộc, mọi người một lòng nguyện chí, dẫu ta có nhắm mắt rồi thì cũng không còn tiếc nuối chi nữa. Xem ra là nhất định phải lưu lại ngàn năm cho hậu thế! | ” |
| — Lời nói của Mã Thái hậu | |   |

Cùng năm đó, mùa hè, Mã thái hậu ốm nặng. Bà không tin các thuật Vu cổ, cho nên cấm các loại hiến tế cầu đảo. Ngày 30 tháng 6, Hoàng thái hậu Mã thị băng hà tại Trường Lạc cung (長樂宮), chung niên hơn 40 tuổi, thụy hiệu là Minh Đức Hoàng hậu (明德皇后). Ngày 9 tháng 7 cùng năm, bà được hợp táng vào Hiển Triết lăng (显节陵).